# La Meauffe
La Meauffe est une commune française, située dans le département de la Manche en région Normandie, peuplée de 998 habitants.

## Géographie
La commune est en pays saint-lois. Son bourg est à 3 km à l'est de Pont-Hébert, à 6,5 km à l'ouest de Saint-Clair-sur-l'Elle, à 8 km au nord de Saint-Lô et à 10 km au sud de Saint-Jean-de-Daye. Elle fait partie du parc naturel régional des Marais du Cotentin et du Bessin.
La commune est desservie par le transport en commun départemental par bus (Manéo) via la ligne 001 : Cherbourg-Octeville - Valognes - Carentan - Saint-Lô[Passage à actualiser].
La Meauffe est bordée au nord par la Vire. Elle est traversée par le ruisseau Saint-Martin, et par la Jouenne.
Le point culminant (87 m) se situe en limite sud-est, près du lieu-dit la Basse-Cour. Le point le plus bas (4 m) correspond à la sortie de la Vire du territoire, au nord. La commune est bocagère.
La commune se compose de deux villages principaux (le bourg et le quartier du Pont), et de plusieurs hameaux : la Cour Talvas, la Foulerie, la Côte du Poirier, la Lande Marvast, le Moulin Faby, Douzouville, la Pérelle, la Mare, la Petite Ferme, la Basse Cour, le Carillon, la Jugannière, les Taillis, les Grandes Landes, Concho, la Maison Blanche, la Boulaye, la Rivière, Hotel Samson, la Prêterie, le Tronquet, les Esserts, la Germainerie, Fors, la Caillourie, Launay, Saint-Gilles, la Cornicaillerie, la Herbaudière, la Vengerie, Coquet. Le quartier du Pont est le plus peuplé. Il se développe dès 1970 car situé sur l'axe Saint-Lô - Carentan (ancienne N 174).
| Cavigny     | Airel                  | Moon-sur-Elle, Saint-Clair-sur-l'Elle |
| Pont-Hébert | La Meauffe             | Villiers-Fossard                      |
| Rampan      | Saint-Georges-Montcocq | Le Mesnil-Rouxelin                    |

### Hydrographie
La commune est située dans le bassin Seine-Normandie. Elle est drainée par la Vire, la Jouenne, le ruisseau Saint-Martin, l'Écalhan, le fossé 01 de la Germainerie et le fossé 02 de la Basse-Cour,,.
La Vire, d'une longueur de 128 km, prend sa source dans la commune de Vire Normandie et se jette  dans la baie de Seine en limite d'Osmanville et de Carentan-les-Marais, après avoir traversé 27 communes. 

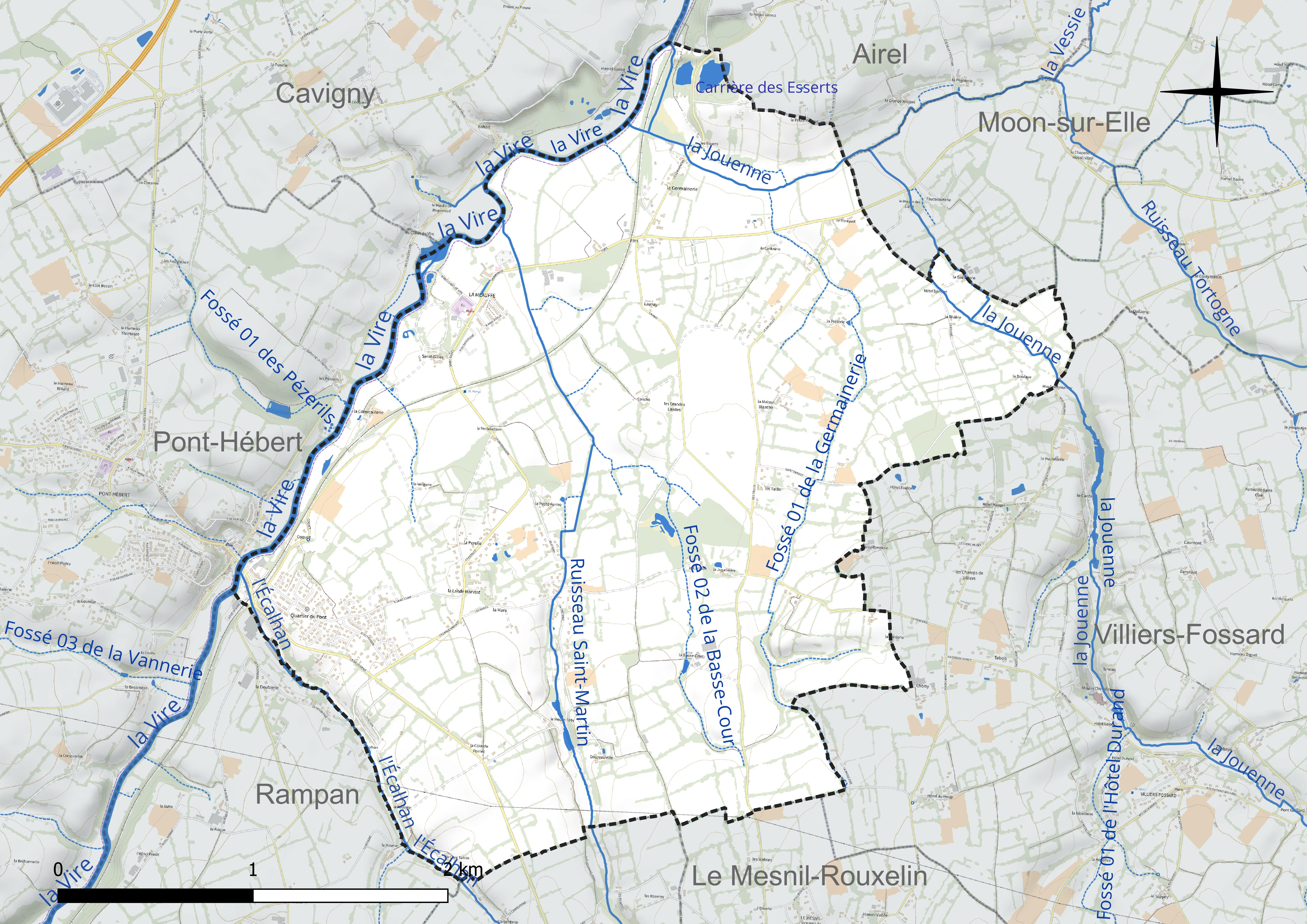
Réseau hydrographique de la Meauffe.

Un plan d'eau complète le réseau hydrographique : la carrière des Esserts, d'une superficie totale de 1,7 ha (1,5 ha sur la commune),.

### Climat
Pour des articles plus généraux, voir Climat de la Normandie et Climat de la Manche.
En 2010, le climat de la commune est de type climat océanique franc, selon une étude du CNRS s'appuyant sur une série de données couvrant la période 1971-2000. En 2020, Météo-France publie une typologie des climats de la France métropolitaine dans laquelle la commune est exposée à un climat océanique et est dans la région climatique  Normandie (Cotentin, Orne), caractérisée par une pluviométrie relativement élevée (850 mm/a) et un été frais (15,5 °C) et venté. Parallèlement le GIEC normand, un groupe régional d’experts sur le climat, différencie quant à lui, dans une étude de 2020, trois grands types de climats pour la région Normandie, nuancés à une échelle plus fine par les facteurs géographiques locaux. La commune est, selon ce zonage, exposée à un « climat maritime », correspondant au Cotentin et à l'ouest du département de la Manche, frais, humide et pluvieux, où les contrastes pluviométrique et thermique sont parfois très prononcés en quelques kilomètres quand le relief est marqué.
Pour la période 1971-2000, la température annuelle moyenne est de 11 °C, avec une amplitude thermique annuelle de 11,4 °C. Le cumul annuel moyen de précipitations est de 856 mm, avec 14,2 jours de précipitations en janvier et 7,8 jours en juillet. Pour la période 1991-2020, la température moyenne annuelle observée sur la station météorologique la plus proche, située sur la commune de Condé-sur-Vire à 15 km à vol d'oiseau, est de 11,3 °C et le cumul annuel moyen de précipitations est de 956,7 mm,. Pour l'avenir, les paramètres climatiques de la commune estimés pour 2050 selon différents scénarios d’émission de gaz à effet de serre sont consultables sur un site dédié publié par Météo-France en novembre 2022.

## Urbanisme

### Typologie
Au 1er janvier 2024, La Meauffe est catégorisée bourg rural, selon la nouvelle grille communale de densité à sept niveaux définie par l'Insee en 2022.
Elle appartient à l'unité urbaine de Pont-Hébert, une agglomération intra-départementale regroupant deux communes, dont elle est une commune de la banlieue,,. Par ailleurs la commune fait partie de l'aire d'attraction de Saint-Lô, dont elle est une commune de la couronne,. Cette aire, qui regroupe 63 communes, est catégorisée dans les aires de 50 000 à moins de 200 000 habitants,.

### Occupation des sols

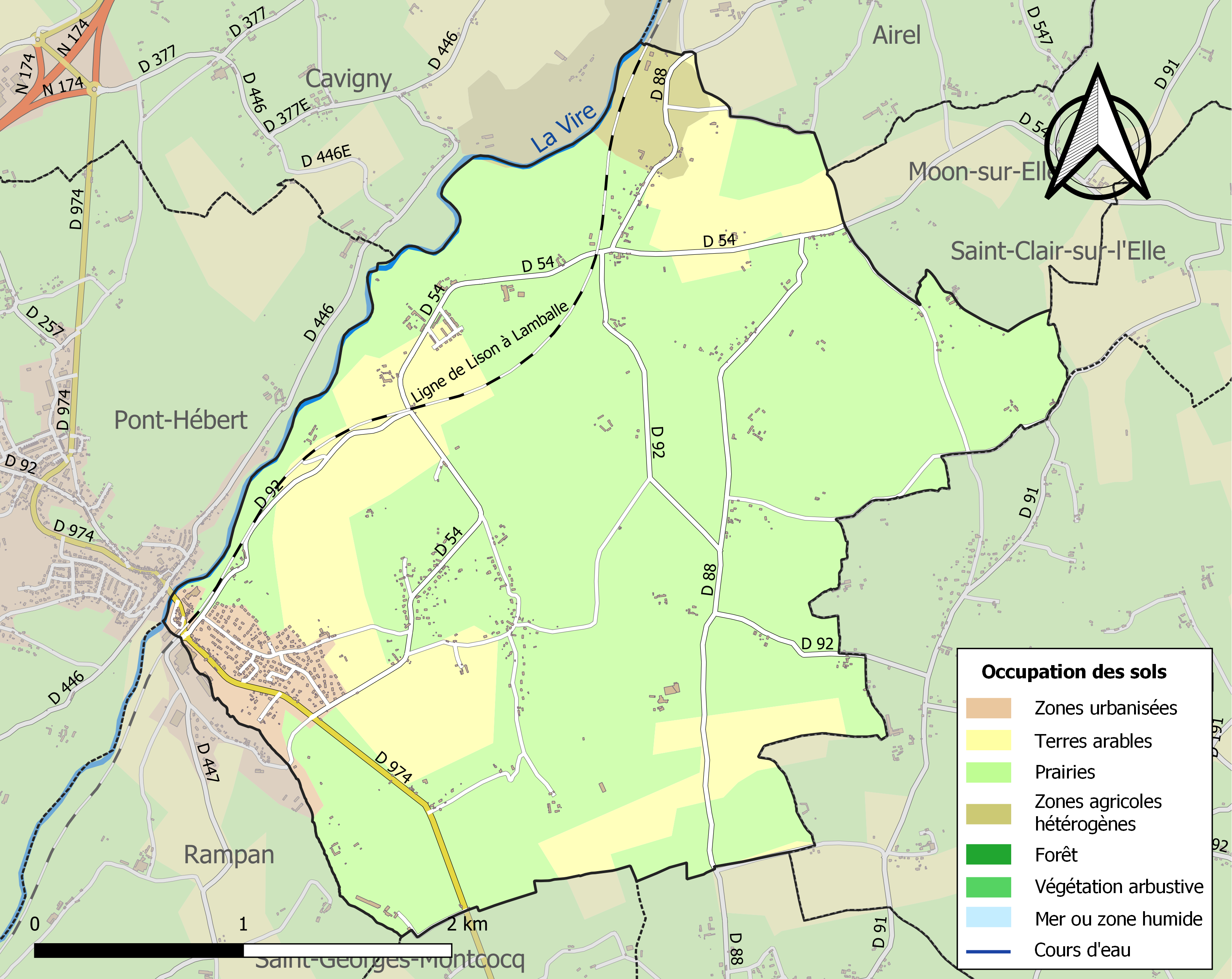
Carte des infrastructures et de l'occupation des sols de la commune en 2018 (CLC).

L'occupation des sols de la commune, telle qu'elle ressort de la base de données européenne d’occupation biophysique des sols Corine Land Cover (CLC), est marquée par l'importance des territoires agricoles (96,7 % en 2018), une proportion sensiblement équivalente à celle de 1990 (97,5 %).
La répartition détaillée en 2018 est la suivante : prairies (75,5 %), terres arables (19 %), zones urbanisées (3,3 %), zones agricoles hétérogènes (2,2 %).
L'évolution de l’occupation des sols de la commune et de ses infrastructures peut être observée sur les différentes représentations cartographiques du territoire : la carte de Cassini (XVIIIe siècle), la carte d'état-major (1820-1866) et les cartes ou photos aériennes de l'IGN pour la période actuelle (1950 à aujourd'hui).

## Toponymie
Le toponyme est attesté sous les formes Melpha en 1175, Melfa vers 1180, La Mealphe en 1312, La Meauphe en 1392 et La Mauffe en 1793.
Il serait issu de l'anthroponyme germanique Madelveus ou Madelvus.
Le gentilé est Meauffois.

### Microtoponymie
Le hameau Lande Marvast désigne une prairie (lande) résultant d'un défrichement massif (cf. Hardinvast). Le propriétaire à l'origine a un patronyme commençant par Mar-.
Le hameau Douzouville aurait certainement une origine germanique.
Le hameau Les Esserts désigne un lieu déboisé pour y être habité (cf. Essart).
Les hameaux Boulaye et Launay désignaient respectivement des bois de bouleaux et d'aulnes.
Les hameaux en Y-ère/-erie sont des habitats ultérieurs, résultant du développement démographique de la Normandie. Ils désignaient la ferme de la famille Y, fondée sur les nouvelles terres obtenues par les grands défrichements des XIe – XIIIe siècle. Les essarts prennent le nom des défricheurs, suivi de la désinence -erie ou -ière. Les autres hameaux en Hôtel / Le / Clos / Pont / Cour / Maison...Y sont des constructions encore plus tardives, ils désignent la propriété de la famille Y.

## Histoire

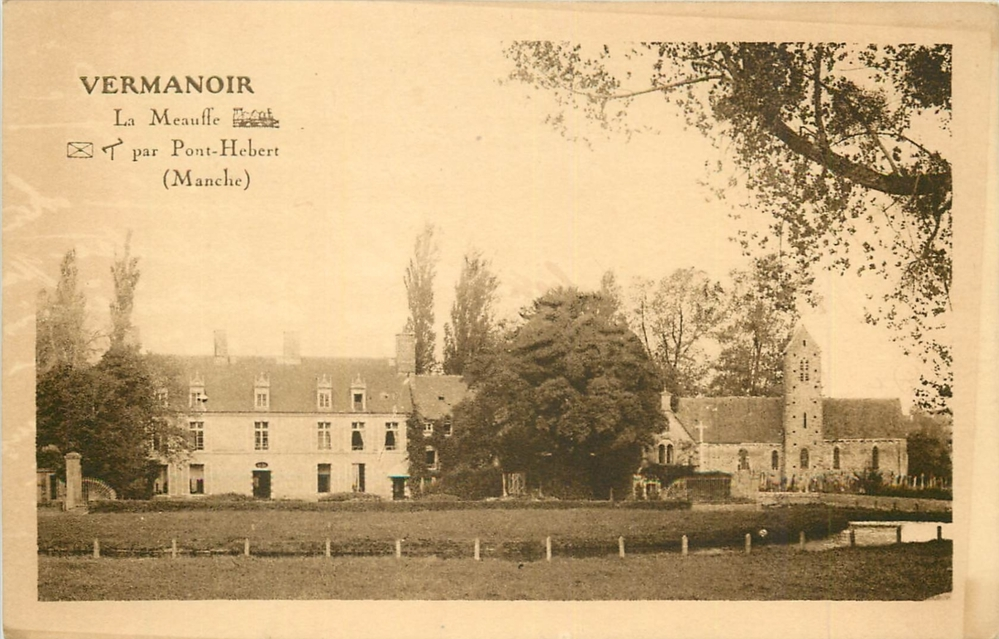
L'église et manoir avant les destructions de 1944. On aperçoit le calvaire de 1871 devant l'église.

### Temps modernes
Sous l'Ancien Régime, la paroisse dépend de la généralité de Caen, de l'élection de Carentan (1677) puis de Saint-Lô (1691), et de la sergenterie de la Comté.
Par lettres d'érection, le roi ratifia l'échange entre Charles de Matignon (1564-1648), comte de Torigny, baron de Saint-Lô, et Hervé de Carbonnel (1558-1625) de la terre et seigneurie de la Meauffe, dépendante de la baronnie du Hommet, relèverait de Saint-Lô au lieu de la terre de Canisy.

### Révolution française et Empire
À la création des cantons sous la Révolution, la commune fait partie du canton d'Esglandes. Ce canton est supprimé lors du redécoupage cantonal de l'an IX (1801). Meauffe est alors rattachée au canton de Saint-Clair.

### Époque contemporaine
Les 11 et 12 juillet 1944, le village est le témoin de violents combats entre la 352e DI et le Kampfgruppe Kenter formé d'unités de la 266e DI pour les Allemands, et la 35e DI américaine. Les troupes américaines arrivent depuis la D 54, à l'est, précédées d'un barrage d'artillerie. Les Allemands occupent le clocher de l'église avec des mitrailleuses lourdes, et ont fortifié le château de Saint-Gilles. Les combats sont violents, tels que les Américains surnomment la D 54 la « route de la vallée de la Mort » (Death Valley Road). L'attaque se poursuit le 12 juillet, et les troupes américaines arrivent à s'emparer peu à peu du village (10 h 45), du château Saint-Gilles (14 h) avant que les Allemands ne battent en retraite la nuit tombée. La 35e DI américaine compte 19 tués, 170 blessés et 25 disparus.

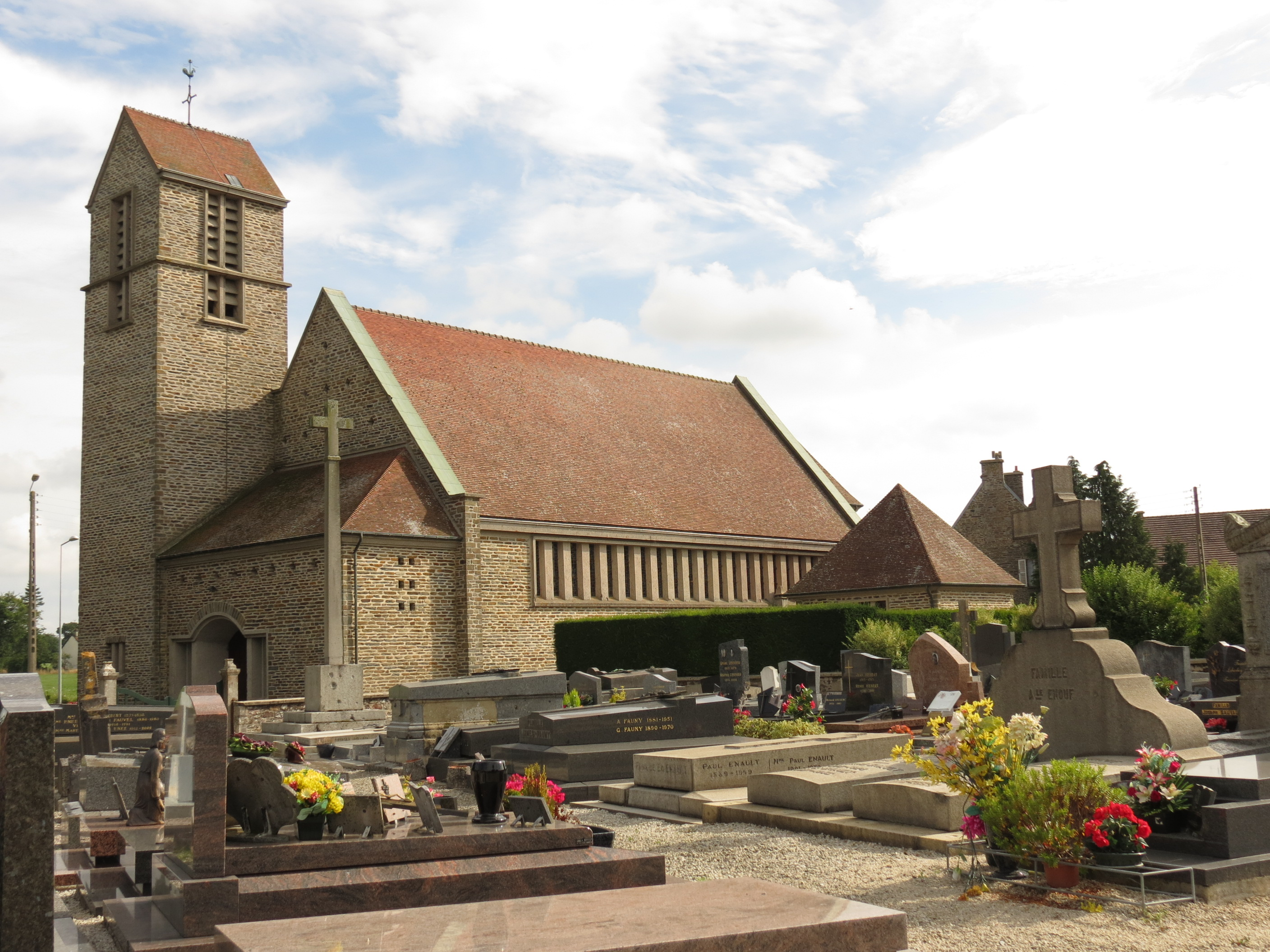
Église, détruite en 1944 et reconstruite après-guerre.
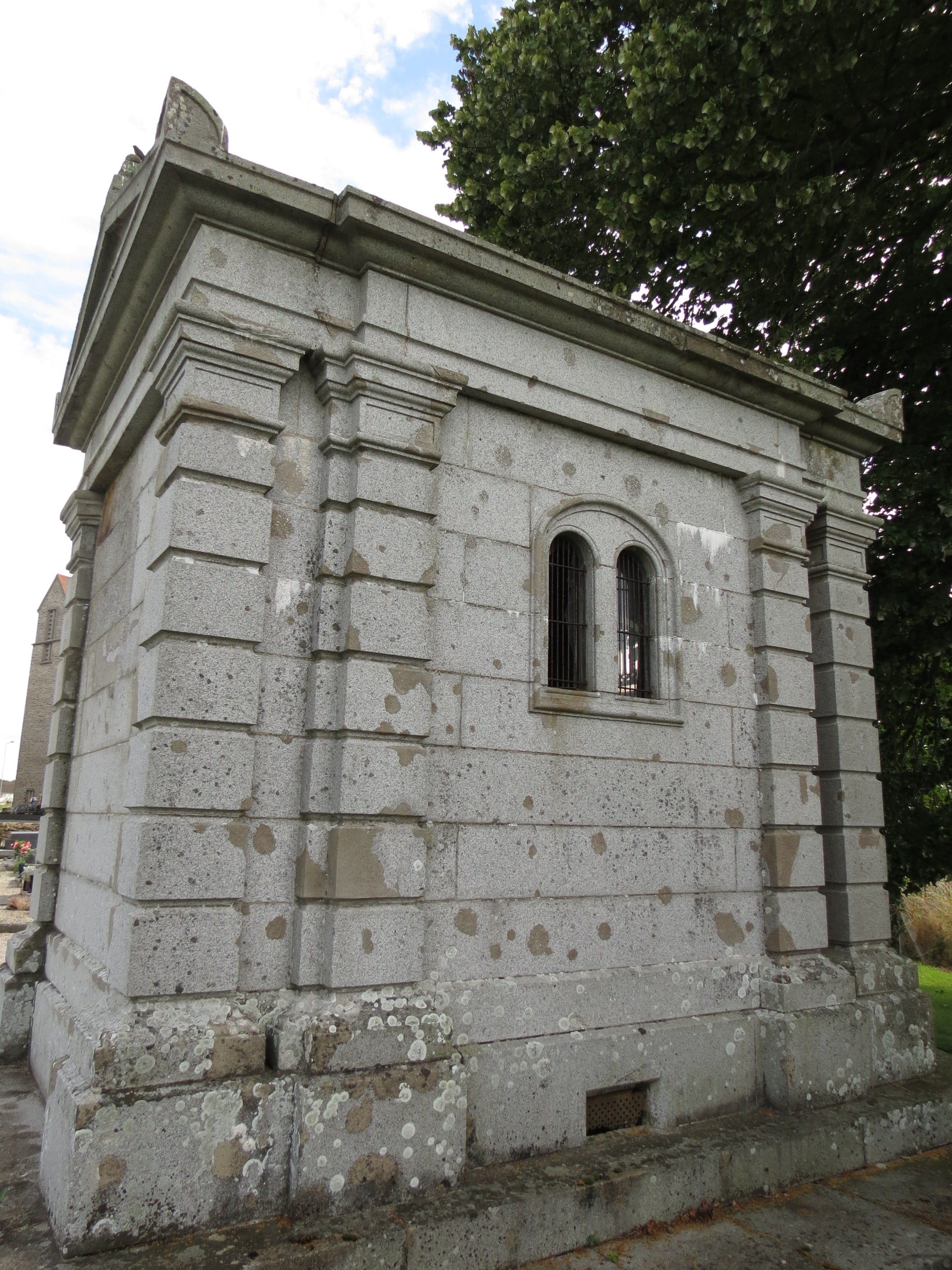
Chapelle funéraire, marquée par les combats.
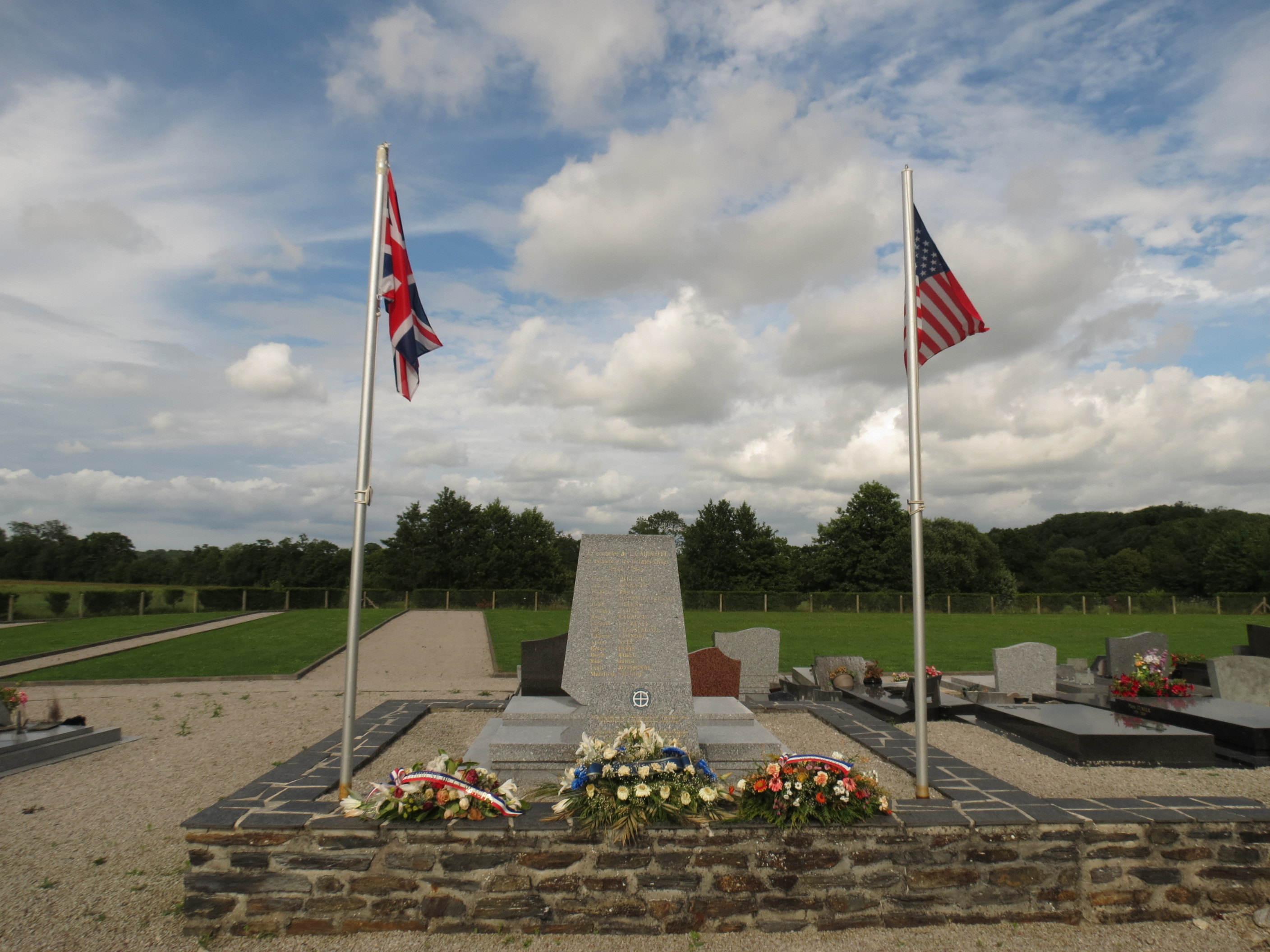
Stèle à la 35e DI.
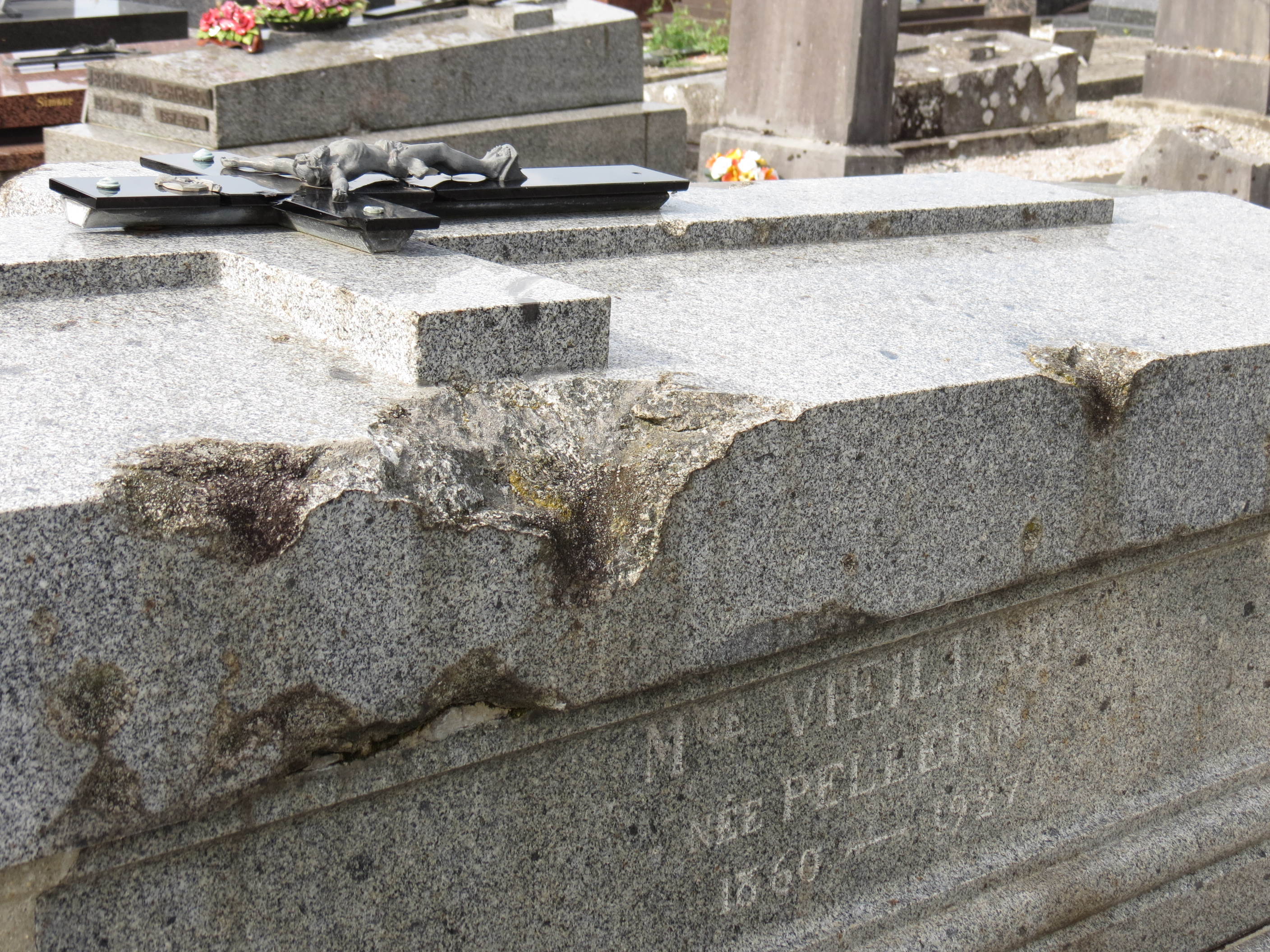
Éclats de projectiles sur une tombe du cimetière.
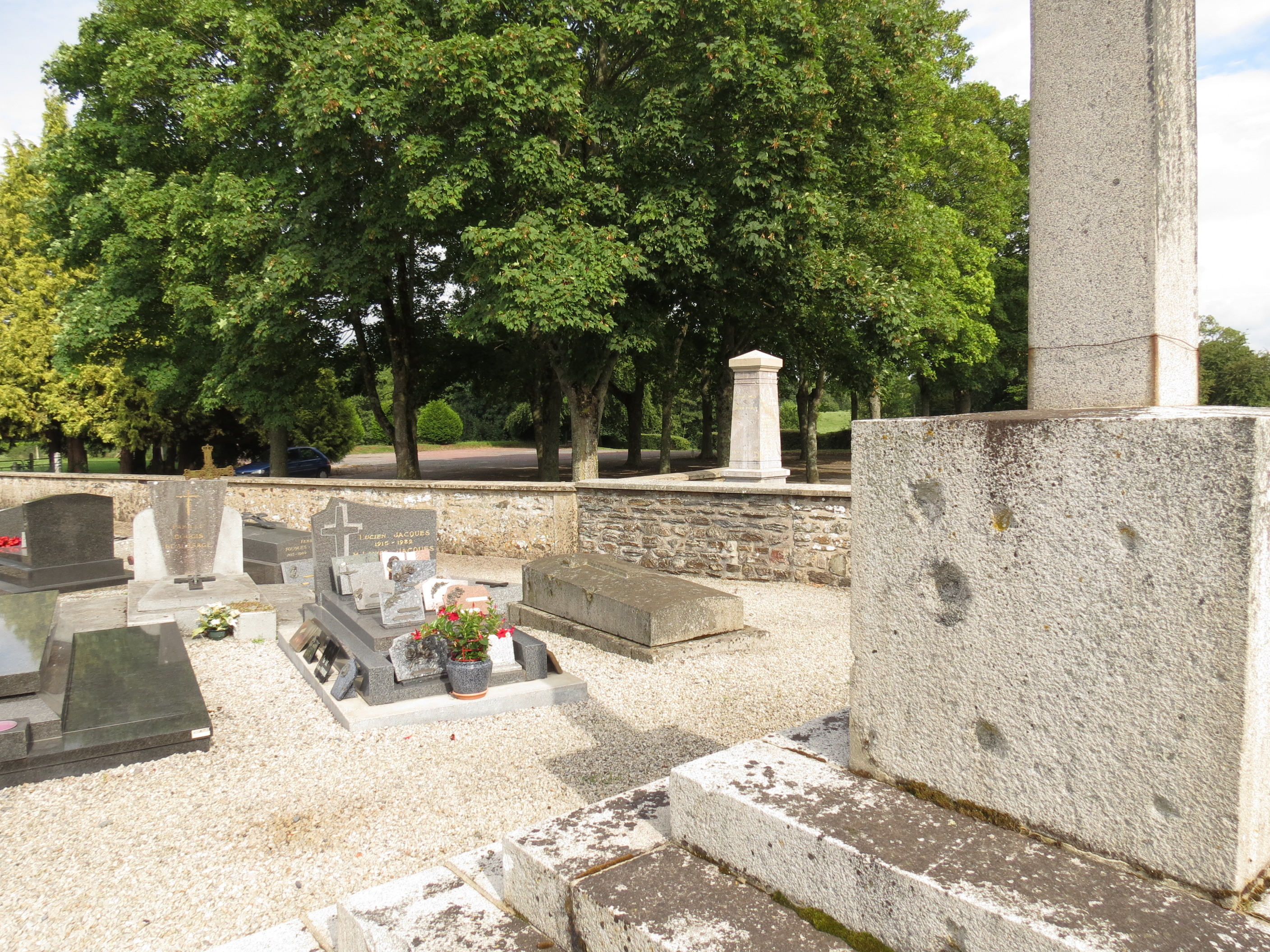
Pied du calvaire de 1871, marqué d'éclats.

## Politique et administration
| Période                                  | Période   | Identité                 | Étiquette | Qualité                |
| ---------------------------------------- | --------- | ------------------------ | --------- | ---------------------- |
| 1852                                     | 1862      | Lucien Antoine Delamarre |           |                        |
| 1975                                     | 1995      | Yves Le Meur             |           |                        |
| 1995                                     | mars 2008 | Jacques Lenôtre          |           |                        |
| mars 2008                                | mai 2020  | Alain Mahieu             | SE        | Cadre à France Télécom |
| mai 2020                                 | En cours  | Pascal Langlois          | SE        | Employé Orange         |
| Les données manquantes sont à compléter. |           |                          |           |                        |

Le conseil municipal est composé de quinze membres dont le maire et trois adjoints.

## Population et société

### Démographie
L'évolution du nombre d'habitants est connue à travers les recensements de la population effectués dans la commune depuis 1793. Pour les communes de moins de 10 000 habitants, une enquête de recensement portant sur toute la population est réalisée tous les cinq ans, les populations de référence des années intermédiaires étant quant à elles estimées par interpolation ou extrapolation. Pour la commune, le premier recensement exhaustif entrant dans le cadre du nouveau dispositif a été réalisé en 2008.
En 2022, la commune comptait 998 habitants, en évolution de −5,4 % par rapport à 2016 (Manche : −0,31 %, France hors Mayotte : +2,11 %).
La Meauffe est la commune la plus peuplée du canton de Saint-Clair-sur-l'Elle.
| 1793 | 1800 | 1806 | 1821 | 1831 | 1836 | 1841 | 1846 | 1851 |
| ---- | ---- | ---- | ---- | ---- | ---- | ---- | ---- | ---- |
| 606  | 442  | 652  | 642  | 694  | 689  | 728  | 755  | 739  |

| 1856 | 1861 | 1866 | 1872 | 1876 | 1881 | 1886 | 1891 | 1896 |
| ---- | ---- | ---- | ---- | ---- | ---- | ---- | ---- | ---- |
| 764  | 743  | 715  | 722  | 729  | 773  | 786  | 712  | 636  |

| 1901 | 1906 | 1911 | 1921 | 1926 | 1931 | 1936 | 1946 | 1954 |
| ---- | ---- | ---- | ---- | ---- | ---- | ---- | ---- | ---- |
| 621  | 568  | 573  | 508  | 549  | 607  | 650  | 527  | 697  |

| 1962 | 1968 | 1975 | 1982  | 1990  | 1999  | 2006  | 2008  | 2013  |
| ---- | ---- | ---- | ----- | ----- | ----- | ----- | ----- | ----- |
| 699  | 723  | 851  | 1 143 | 1 141 | 1 034 | 1 064 | 1 073 | 1 076 |

| 2018  | 2022 | - | - | - | - | - | - | - |
| ----- | ---- | - | - | - | - | - | - | - |
| 1 026 | 998  | - | - | - | - | - | - | - |

### Enseignement
| Cycle            | Établissement public            | Établissement privé |
| ---------------- | ------------------------------- | ------------------- |
| Écoles primaires | École maternelle et élémentaire |                     |

### Sports
L'Entente sportive La Meauffe-Villiers-Fossard a fait évoluer jusqu'en 2016 deux équipes de football en division de district.

## Économie
La commune se situe dans la zone géographique des appellations d'origine protégée (AOP) Beurre d'Isigny et Crème d'Isigny.

### Laiterie Claudel
Située sur la commune de La Meauffe, on a coutume improprement de localiser la laiterie Claudel à Pont-Hébert.
Ce centre de production de produits laitiers a une histoire associée à un homme, Henri Claudel (1884-1971). Son développement et son extinction sont très étroitement liés à l’histoire agricole du bocage que traverse la Vire.
L’implantation de l’usine Claudel en 1912 est significative de l’essor qu’a connu l’industrie laitière dans notre région entre 1850 et 1920. C’est aussi pour cette partie du bocage bas-normand l’histoire d’un développement industriel étonnant qui s’étalera sur près de 70 ans et mettra Claudel en position dominante dans l’économie laitière du département (avec la coopérative Elle & Vire).
Henri Claudel ne va pas cesser d’étendre son entreprise en créant ici et là des unités de production qui vont permettre la diversification et la spécialisation. Claudel réalisera le passage de la production artisanale à une production industrielle très performante.
Dans une région faiblement industrialisée, l’usine Claudel joue un rôle moteur pour l’économie bas-normande. En 1939, l’usine traitait 60 000 litres par jour. Elle brûlera en juillet 1944. Reconstruite en usine ultramoderne, elle aura un potentiel de production de plus de 500 000 litres de lait par jour dans les années 1970-1980. La main-d’œuvre passera de 200 employés en 1926 à 880 dans les années 1970. Henri Claudel, fondateur de cet empire incarne le patron d’industrie qui — à l’image d’Alfred Mosselman pour les engrais, la chaux, la brique et les transports — imprime à la région un dynamisme incontestable, une image forte qui perdure.
Fin 1984, la société Claudel-Nestlé disparaît définitivement pour se fondre dans le groupe Besnier. La fermeture de l’usine de Pont-Hébert sera vécue par le monde du travail comme un véritable traumatisme. Actuellement, les bâtiments attendent une reprise, et de ce fait ne pourraient être utilisés à des fins touristiques. La valorisation de l’histoire de cette implantation serait à faire sur un autre lieu.

### Centrale hydraulique des Claies de Vire

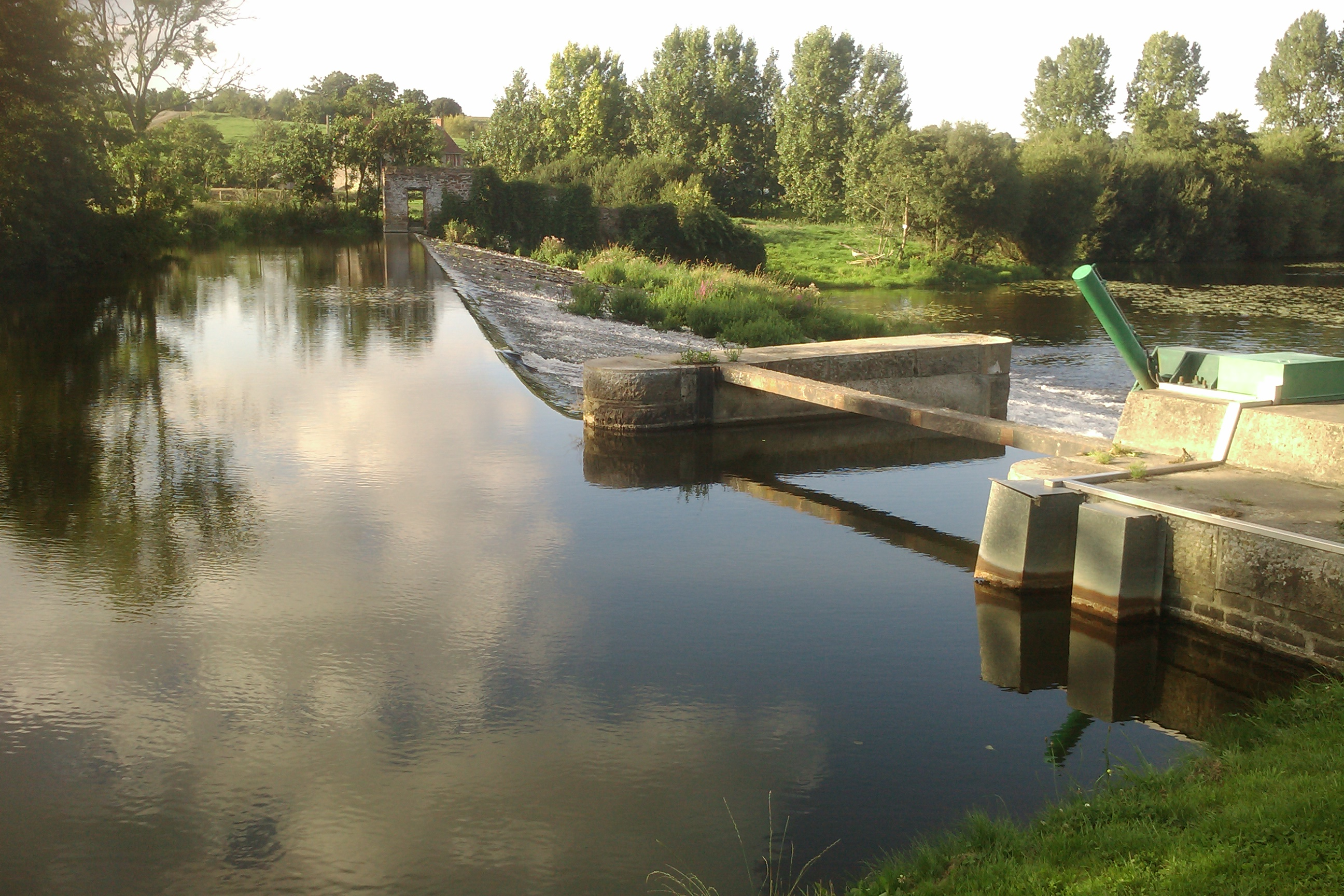
Les Claies de Vire.

Tout près du barrage des Claies de Vire, des murs de pierres maçonnées avec ouvertures en brique, et quelques structures intérieures encore en place, révèlent l’existence d’une centrale électrique. Il existait un moulin à cet emplacement à la fin du XVIIIe siècle. Les installations hydrauliques furent transformés par la suite, avec l’installation de deux turbines. L’usine fut réglementée par décret en 1911. En 1946, l’usine devint propriété d’EDF. Aujourd’hui, le toit du bâtiment a disparu, mais les murs restent en état et présentent une architecture remarquable qu’il serait souhaitable de sauvegarder.

### Distilleries
Deux distilleries ont été implantées sur la commune de La Meauffe après 1918, l’une vers le quartier du Pont, l’autre le long de la route La Meauffe-Airel. La seconde, la plus importante, construite vers 1929 pouvait traiter 400 tonnes de pommes. Cet alcool fabriqué de manière industrielle a servi en gros à la reconstitution des poudres de guerre. L’usine arrêta sa fabrication en 1953. Sa haute cheminée en brique, visible de loin, témoigne de l’importance de l'activité. Cette dernière a été détruite en 2009 pour des raisons de sécurité puisqu'elle menaçait ruines.

## Culture locale et patrimoine

### Lieux et monuments
- Fours à chaux inscrits aux monuments historiques[40].
- Église Saint-Martin (XXe siècle), reconstruite en 1956 selon les plans des architectes André Martinet et Yves Maublanc. Elle abrite une peinture murale du XXe de Francolin d'après Max Ingrand, une Vierge du XXe d'Étienne Rebuffet, une verrière du XXe de Max Ingrand.
- Chemin de halage.
- Ferme de la Grande Ferrière.

Pour mémoire
- Les claies de Vire. Ces pêcheries possessions depuis le Moyen Âge des seigneurs locaux, disparurent à la Révolution, car elles entravaient la navigation[41].
- Château de Saint-Gilles détruit en 1944. En 1764, il fut acquis, avec la seigneurie de la Meauffe, par Armand-Jérôme Bignon[42].

### Personnalités liées à la commune
- Armand-Jérôme Bignon (1711-1772), avocat, académicien, bibliothécaire du roi, conseiller d'État et prévôt des marchands de Paris, seigneur de La Meauffe, en possédait le fief[43].
- Alfred Mosselman (1810-1877), industriel qui a investi notamment dans la modernisation de la navigation de la Vire et l'exploitation des fours à chaux.
- Serge Sur (né en 1944), docteur en droit de l'université de Caen (1970), agrégé de droit public et membre titulaire de l'Académie des sciences morales et politiques depuis décembre 2021, y est né.

### Héraldique
| Blason de La Meauffe | Blason  | De sinople à la fasce ondée d'argent accompagnée, en chef, de deux fleurs de lys d'or et, en pointe, d'un saumon aussi d'argent. |
| Blason de La Meauffe | Détails | |